# Pycnophyllopsis
Pycnophyllopsis är ett släkte av nejlikväxter. Pycnophyllopsis ingår i familjen nejlikväxter.
Kladogram enligt Catalogue of Life:
| Pycnophyllopsis | \| \| Pycnophyllopsis keraiopetala \| \| \| \| \| \| Pycnophyllopsis muscosa \| \| \| \| |
|                 | \| \| Pycnophyllopsis keraiopetala \| \| \| \| \| \| Pycnophyllopsis muscosa \| \| \| \| |
|                 | Pycnophyllopsis keraiopetala                                                             |
|                 |                                                                                          |
|                 | Pycnophyllopsis muscosa                                                                  |
|                 |                                                                                          |